# Kontroler Dworu Królewskiego
Kontroler Dworu Królewskiego (ang. Comptroller of the Household) – historyczne stanowisko na brytyjskim dworze królewskim, które obecnie ma funkcję głównie ceremonialną.
W przeszłości Kontroler Dworu Królewskiego był odpowiedzialny m.in. za nadzór nad wydatkami dworu oraz prowadzenie ksiąg rachunkowych monarchy. Współcześnie bierze udział w uroczystościach państwowych, np. jako gospodarz królewskich przyjęć ogrodowych, a w Izbie Gmin odpowiada za organizację głosowań i dyscyplinę partyjną.

## Lista Kontrolerów Dworu Królewskiego
- 1487–1509: sir John Hussey
- 1526–1532: Henry Guilford
- 1532–1537: William Paulet, 1. markiz Winchester
- 1537–1539: John Russell, 1. hrabia Bedford
- 1539–1540: William Kingston
- data nieznana[potrzebny przypis] – 1547: John Gage
- 1547–1550: William Paget, 1. baron Paget
- 1550–1553: John Gage
- 1553–1557: Robert Rochester
- 1557–1558: Thomas Cornwallis
- 1558–1559: Thomas Parry
- 1570 – data nieznana[potrzebny przypis]: James Croft
- 1596–1600: William Knollys, 1. hrabia Banbury
- 1629–1629: Henry Vane Starszy
- 1643–1643: Christopher Hatton, 1. baron Hatton
- 1660–1662: Charles Berkeley
- 1662–1666: Hugh Pollard, 2nd Baronet
- 1666–1668: Thomas Clifford
- 1668–1672: Francis Newport, 2. baron Newport
- 1672–1687: William Maynard, 2. baron Maynard
- 1687–1688: Henry Waldegrave, 1. baron Waldegrave
- 1689–1702: Thomas Wharton, 5th Baron Wharton
- 1702–1704: Edward Seymour, 4. baronet
- 1704–1708: Thomas Mansell, 5. baronet
- 1708–1708: Hugh Cholmondeley, 1. hrabia Cholmondeley
- 1708–1709: Thomas Felton, 4. baronet
- 1709–1711: John Holland, 2. baronet
- 1711–1712: George Granville, 1. baron Lansdown
- 1713–1714: John Stonhouse
- 1714–1720: Hugh Boscawen
- 1720–1725: Paul Methuen
- 1725–1730: Daniel Finch, lord Finch
- 1730–1754: sir Conyers Darcy
- 1754–1756: Wills Hill, 1. hrabia Hillsborough
- 1756–1756: John Hobart, lord Hobart
- 1756–1761: Richard Edgcumbe, 2. baron Edgcumbe
- 1761–1761: Henry Herbert, 1. hrabia Powis
- 1761–1762: Lord George Cavendish
- 1762–1763: Humphry Morice
- 1763–1765: Lord Charles Spencer
- 1765–1774: Thomas Pelham
- 1774–1777: William Meredith
- 1777–1779: George Onslow, 4. baron Onslow
- 1779–1782: Richard Worsley
- 1782–1784: Peter Ludlow, 1. hrabia Ludlow
- 1784–1787: Robert Monckton-Arundell, 4. wicehrabia Galway
- 1787–1790: John Villiers
- 1790–1791: Dudley Ryder
- 1791–1797: George Parker, 4. hrabia Macclesfield
- 1797–1804: Lord Charles Somerset
- 1804–1812: George Thynne
- 1812–1830: lord George Beresford
- 1830–1834: Robert Grosvenor
- 1834–1835: Henry Lowry-Corry
- 1835–1841: George Stevens Byng
- 1841–1841: Arthur Hill
- 1841–1846: George Dawson-Damer
- 1846–1847: Arthur Hill
- 1847–1851: William Lascelles
- 1851–1852: George Phipps, hrabia Mulgrave
- 1852–1852: George Forester
- 1853–1856: Archibald Douglas, wicehrabia Drumlanrig
- 1856–1858: Valentine Browne, wicehrabia Castlerosse
- 1858–1859: George Forester
- 1859–1866: Granville Proby, lord Proby
- 1866–1868: Charles Yorke, wicehrabia Royston
- 1868–1874: Otho FitzGerald
- 1874–1879: Lord Henry Somerset
- 1879–1880: Henry Seymour, hrabia Yarmouth
- 1880–1885: William Edwardes, 4. baron Kensington
- 1885–1886: Lord Arthur Hill
- 1886–1886: Edward Marjoribanks
- 1886–1892: Lord Arthur Hill
- 1892–1895: George Leveson-Gower
- 1895–1898: Lord Arthur Hill
- 1898–1905: Arthur Annesley, 11. wicehrabia Valentia
- 1905–1909: Alexander Murray, 1. baron Murray of Elibank
- 1909–1912: Arthur Foljambe, 2. hrabia Liverpool
- 1912–1915: Geoffrey Twisleton-Wykeham-Fiennes, 18. baron Saye and Sele
- 1915–1916: Charles Henry Roberts
- 1916–1919: Edwin Cornwall
- 1919–1921: George Frederick Stanley
- 1921–1924: Harry Barnston
- 1924–1924: John Allen Parkinson
- 1924–1928: Harry Barnston
- 1928–1929: William Cope
- 1929–1931: Thomas Henderson
- 1931–1931: Goronwy Owen
- 1931–1932: Walter Rea
- 1932–1935: Frederick Penny
- 1935–1935: Victor Warrender
- 1935–1935: George Bowyer
- 1935–1937: Lambert Ward
- 1937–1937: George Frederick Davies
- 1937–1939: Charles Waterhouse
- 1939–1940: Charles Kerr
- 1940–1942: William Whiteley
- 1942–1945: William John
- 1945–1945: George Mathers
- 1945–1945: Leslie Pym
- 1945–1946: Arthur Pearson
- 1946–1946: Michael Stewart
- 1946–1951: Frank Collindridge
- 1951–1954: Roger Conant
- 1954–1955: Tam Galbraith
- 1955–1957: Hendrie Dudley Oakshott
- 1957–1958: Gerald Wills
- 1958–1959: Edward Wakefield
- 1959–1961: Harwood Harrison
- 1961–1964: Robin Chichester-Clark
- 1964–1966: Charles Frederick Grey
- 1966–1967: William Whitlock
- 1967–1968: William Howie
- 1968–1970: Ioan Evans
- 1970–1970: Walter Elliot
- 1970–1972: Reginald Eyre
- 1972–1973: Bernard Weatherill
- 1973–1974: Walter Clegg
- 1974–1978: Joseph Harper
- 1978–1979: James Hamilton
- 1979–1981: Spencer le Marchant
- 1981–1983: Anthony Berry
- 1983–1986: Carol Mather
- 1986–1988: Robert Boscawen
- 1988–1989: Tristan Garel-Jones
- 1989–1990: Alastair Goodlad
- 1990–1990: George Young
- 1990–1995: David Lightbown
- 1995–1997: Timothy Wood
- 1997–2008: Tommy McAvoy
- 2008–2010: John Spellar
- 2010–2013: Alistair Carmichael
- 2013–2015: Don Foster
- 2015–2016: Gavin Barwell
- 2016–2017: Mel Stride
- 2017: Christopher Pincher
- 2018: Christopher Heaton-Harris
- 2018–2019: Mark Spencer
- 2019: Jeremy Quin
- 2019–2021: Mike Freer
- 2021–2022: Marcus Jones
- 2022–2024: Rebecca Harris
- od 2024: Chris Elmore